# Šentrupert (Laško, Slovenija)
Šentrupert je naselje u slovenskoj Općini Laškom. Šentrupert se nalazi u pokrajini Štajerskoj i statističkoj regiji Savinjskoj. 

## Stanovništvo
Prema popisu stanovništva iz 2002. godine naselje je imalo 361 stanovnika.